# Ophiusa diagramma
Ophiusa diagramma là một loài bướm đêm trong họ Erebidae.